# انتخاب متداول
الانتخابات المتداولة هي الانتخابات التي يتم فيها إعادة انتخاب كل الممثلين في كيان ما، إلا أن تلك الانتخابات تكون ممتدة على مدار فترة زمنية محددة، ولا تتم مرة واحدة. ومن بين أمثلة ذلك الانتخابات التمهيدية في الولايات المتحدة والبوندسرات في ألمانيا، وبسبب اللوجيستيات، الانتخابات العامة في لبنان والهند. كما تعد إجراءات التصويت في المجالس التشريعية في الجمهورية الرومانية كذلك من الأمثلة النموذجية.
وفي الانتخابات المتداولة، تتاح للناخبين المعلومات حول خيارات الناخبين السابقة. وأثناء الوجود في الانتخابات الأولى، قد يكون هناك قدر كبير من المرشحين الراغبين في تحقيق الفوز، أما في الجولات الأخيرة، يتم في الغالب الوصول إلى إجماع على فائز واحد. وفي سياق الاتصالات السريعة المعاصرة، يمكن أن يضع المرشحون الرئاسيون موارد غير متناسبة في منافسة شديدة في المراحل الأولى القليلة، بسبب أن تلك المراحل تؤثر على ردود الأفعال في المراحل التالية.
ويجب عدم الخلط بين الانتخابات المتداولة والانتخابات المتعاقبة حيث لا يتوجب على كل أعضاء الكيان الخضوع لإعادة الانتخاب في نفس الوقت.